# تونی وایلدینگ
تونی وایلدینگ (انگلیسی: Tony Wilding؛ زاده ۳۱ اکتبر ۱۸۸۳ درگذشته ۹ مهٔ ۱۹۱۵) یک تنیس‌باز اهل نیوزیلند بود.